# Edmond Edouard N'Gouan
Edmond Edouard N'Gouan est un homme politique ivoirien né à Agboville.
N'Gouan a fait ses études primaires à Agboville avant d'effectuer le secondaire à Abengourou. Il est diplômé en commerce international et a longtemps milité dans les mouvements écologiques.
À la suite de la crise politique qui a frappé la Côte d’Ivoire de décembre 1999 à mars 2001, N'Gouan créé, avec l'aide d'amis écologistes, le Parti écologique ivoirien, dont il est toujours le président.
Il est cofondateur et membre signataire de la déclaration de Bamako du 17 décembre 2006 qui a créé la Fédération des partis écologistes et Verts - région Afrique de l'Ouest (FéPEV-RAO) et en est élu premier Secrétaire exécutif au Congrès constitutif d'Abidjan le 1er décembre 2007.